# Cornelius Sulla Felix
Cornelius Sulla Felix († 21) war ein römischer Politiker, Senator und Nachkomme des bekannten republikanischen Politikers Sulla. Er war Priester (Frater arvalis) und Vater der späteren Konsuln Faustus Cornelius Sulla Felix und wohl auch von Lucius Cornelius Sulla Felix.